# Yssichromis argens
Yssichromis argens là một loài cá vây tia không được miêu tả trong họ Cichlidae.
Đây là loài tuyệt chủng trong tự nhiên và chỉ còn một vài cá thể được nuôi là cá kiểng. Nó là loài đặc hữu của Tanzania. Môi trường sống tự nhiên của chúng là hồ nước ngọt.